# Дударев, Алексей Ануфриевич
Алексе́й Ану́фриевич Ду́дарев (бел. Аляксей Ануфрыевіч Дудараў; 6 июня 1950 — 27 февраля 2023) — советский и белорусский драматург и сценарист. Заслуженный деятель искусств Белорусской ССР (1991). Лауреат премии Ленинского комсомола (1984). Лауреат Государственной премии СССР (1985).

## Биография
Родился 6 июня 1950 года в крестьянской семье; отец - Ануфрий Иосифович Дударев, мать - Анастасия Ефимовна Дударева. В 1967 году закончил Кленовскую среднюю школу, в 1968 году - Новополоцкое профессионально-техническое училище нефтяников. Служил в СА (1968—1970), работал монтёром связи (1968), слесарем (1970—1972). В 1976 году окончил театральный факультет Белорусского театрально-художественного института. Был актёром, помощником главного режиссёра по литературной части Белорусского республиканского театра юного зрителя (1976—1979). В 1979—1983 гг. был членом сценарно-редакционной коллегии Белорусского телевидения («Тэлефільм», Минск). Секретарь Союза театральных деятелей БССР с 1987 года. Главный редактор журнала «Мастацтва» с 1991 года. С 1992 года стал председателем Белорусского союза театральных деятелей.
Был женат, имел сына и дочь.
Известный белорусский драматург скоропостижно скончался 27 февраля 2023 года на 73-м году жизни. Похоронен на Восточном кладбище в Минске (сектор 29).

## Творчество Алексея Дударева
В прозе, драматургии исследует морально-этические, духовные проблемы жизни современника, быт деревни, раскрывает истоки победы в Великой Отечественной войне; исторические личности в произведениях не пафосно романтизированные персонажи, а реальные люди, подвластные сильным чувствам, временами способные ошибаться, но внутренне чистые. Произведения Дударева переведены на русский, словацкий, туркменский, узбекский, украинский, эстонский, литовский, польский и другие языки.

### На русском языке
- Святая птица: рассказы / Пер. с белорус. Т. Золотухиной. — М.: Мол. гвардия, 1981. — 206 с.
- Выбор: драматическая повесть в 2 д. — М.: ВААП, 1981. — 66 л.
- Порог: драма в 2 д. // Современная драматургия. 1982. № 1. С. 115—144.
- Вечер: драма в 2 д. // Современная драматургия. 1984. № 1. С. 40—62.
- Рядовые: драматическая баллада в 2 д. / Сцен. ред. Малого театра Союза ССР. — М.: ВААП, 1984. — 70 л.
  - Рядовые: драма в 2 д. // Современная драматургия. 1985. № 1. С. 8—32.
- И был день (Свалка): драма в 4 д. // Театр. 1988. № 9. С. 6-35.
- Порог: пьесы / Пер. с бел. автора; худож. С. Бейдерман. — М: Сов. писатель, 1989. — 281 с. Содерж.: Вечер; Порог; Выбор; Рядовые; И был день.
- Вежа (Башня): Комедия-притча в 2 д. — М.: ВААП, 1990. — 66 л. (В соавт. с В. Некляевым.)
- В сумерках // Современная драматургия. 1997. № 2. С. 105—126.
- Не покидай меня…: драматическая баллада [в 2 д.] // Иные берега: журнал о русской культуре за рубежом. 2007. N 1. С. 103—115.

## Театральные постановки
Ленинградский академический БДТ им. Горького
- 1984 — «Порог». Постановка Г. С. Егорова
- 1985 — «Рядовые». Постановка Г. А. Товстоногова

Малый театр
- 1984 — «Рядовые». Постановка Б. А. Львова-Анохина и В. Е. Федорова.

Русский драматический театр Белорусской ССР им. М. Горького
- Свалка

МХАТ им. М. Горького
- 1988 — И будет день (Свалка). Постановка В. Р. Беляковича

Днепропетровский Академический театр русской драмы им. М. Горького
- 2004 — «В сумерках». http://dv-gazeta.info/old/7/sumerki-v-dome-geroev.html Архивная копия от 22 декабря 2015 на Wayback Machine

## Фильмография
- 1983 — «Купальская ночь» (режиссер - В.Басов).
- 1983 — «Белые росы» (режиссёр - Игорь Добролюбов).
- 1987 — «Осенние сны» (режиссёр - Игорь Добролюбов).
- 2009 — «Днепровский рубеж» (режиссёр - Денис Скворцов).
- 2010 — «Брестская крепость» (режиссёр - Александр Котт).
- 2014 — «Не покидай меня!» (режиссер - Александр Франскевич-Лайе).
- 2014 — «Белые Росы. Возвращение» (режиссер - Александра Бутор).

## Награды и премии
- Орден «Знак Почёта»
- Заслуженный деятель искусств Белорусской ССР (1991)
- Государственная премия СССР (1985) — за пьесу «Рядовые»[4]
- Премия Ленинского комсомола (1984) — за произведения последних лет
- Премия Союзного государства в области литературы и искусства (12 апреля 2002) — за произведения литературы и искусства, вносящие большой вклад в укрепление отношений братства, дружбы и всестороннего сотрудничества между государствами — участниками Союзного государства[5]
- Национальная театральная премия Белоруссии — Премия «За вклад в развитие театрального искусства» (2016) и Приз в категории «Лучший драматург» (2021).